# متلازمة فيرنر
متلازمة فيرنر أو متلازمة ويرنر(بالإنجليزية: Werner syndrome)‏؛ هي اضطراب وراثي نادر يحمل صفة متنحية. يحدث بسبب طفرات في الجينات المسؤولة عن حماية وترميم الحمض النووي. واعراضه هي الشيخوخة المبكرة التي تظهر لدى المرضى بشكل متسارع. سميت متلازمة وفرنر نسبة إلى العالم الألماني «أوتو فيرنر»(Otto Werner). حيث اكتشف المتلازمة لدى فحصه لأربعة أشقاء لاحظ عندهم علامات الشيخوخة المبكرة، واكتشافه هذا كان عنوان أطروحته لعام 1904.
ونسبة الإصابة بهذا المرض أقل من 1 في 100,000 كل مولود حي.

## الأسباب
سبب متلازمة ويرنر"، يتسبب بها تحول أساسي في جين يدعى «WRN»WRN. المكون للبروتين الذي يحمي ويرمم الحمض النووي DNA في خلايا الجسم. كما بعض الدراسات تشير إلى إن دخان السجائر يسبب ذات الخلل المسامي الناجم عن "متلازمة ويرنر".[بحاجة لمصدر]

## الأعراض
-الإصابة بأعراض الشيخوخة بسن مبكر (سن المراهقة).
-تجعد البشرة وتظهر على شكل جلد قديم.
-قصور الغدد التناسلية
-هشاشة العظام.
-إعتام عدسة العين
-الإصابة بالسرطان
-تساقط شعر الحاجبين ورموش العين.
-ضعف الأطراف
-شيب الشعر
-خشونة وبحة في الصوت
-ترقق الجلد وظهور التجاعيد.
-تصلب المفاصل
-مرض السكري
-ظهور امراض القلب والشرايين
- يكون مستوى ذكاء المصابين بهذا المرض يكون عادة أعلى من المتوسط.
-الكثير من المرضى يموتون في سن الاربعين أو الخمسين.

## الأمراض المرافقة
يتعرض مرضى متلازمة فيرنر لخطر الإصابة بالعديد من الأمراض، ويرتبط معظمها بالتقدم بالعمر. يحدث تصلب الشرايين نتيجة تراكم الكوليسترول على جدران الشرايين وزيادة سماكتها، ويعد أحد المضاعفات الشائعة لمتلازمة فيرنر. تصاب الشرايين الرئيسية بالتصلب العصيدي في الحالات الطبيعية، وتصاب الشرايين الأصغر لدى مرضى متلازمة فيرنر. قد تحدث اضطرابات بالجهاز العصبي، ويحدث ضمور الدماغ لدى 40٪ من المرضى. يزداد شيوع هشاشة العظام وفقدان كثافة المعادن في العظام لدى المرضى النساء بعد سن اليأس، ويرتفع معدل الإصابة بهشاشة العظام لدى المرضى الذكور بالمقارنة مع بقية الأفراد. تترافق هذه المتلازمة أيضًا مع داء السكري. تصيب تقرحات الجلد حوالي 75٪ من المرضى، وقد يصعب علاجها في بعض الحالات. تتطلب بعض التقرحات البتر عندما تصاب بالغرغرينا أو بإنتان شديد.
يزداد خطر الإصابة بالسرطان وخاصة الورم الميلانيني الخبيث. تعد ساركوما الأنسجة الرخوة أكثر السرطانات شيوعًا لدى مرضى متلازمة فيرنر. يزداد معدل الإصابة بسرطانات الجلد والكارسينوما كسرطان الغدة الدرقية وسرطان الكبد، ومتلازمة خلل التنسج النخاعي، وورم المنسجات الليفي الخبيث. ترتبط الطفرات في جين WRN وخاصًة تعدد أشكال النوكليوتيدات المفردة بالعديد من السرطانات والأمراض مثل الساركوما، ولمفوما لاهودجكن، ومرض السكري، ومشاكل القلب والأوعية الدموية وتصلب الشرايين.

## المعالجة
لا يوجد حتى الآن أي علاج شاف لمتلازمة فيرنر. يمكن تدبير المرض من خلال بعض الإجراءات التي تخفف شدة الأعراض وتحسن نوعية الحياة. تعالج تقرحات الجلد المرافقة لمتلازمة فيرنر بعدة طرق اعتمادًا على شدتها. تستخدم العلاجات الموضعية للقرحات الطفيفة، ولكنها لا تقي من حدوث تقرحات جديدة. تحتاج الحالات الشديدة لإجراء عملية جراحية كزرع الرقع الجلدية أو بتر أحد الأطراف. تُعالج الأمراض المرافقة لمتلازمة فيرنر كمرض السكري والسرطانات بنفس الطريقة التقليدية. يساعد تغيير النظام الغذائي وممارسة الرياضة في الوقاية من تصلب الشرايين ومنع تطوره، وتسمح فحوصات السرطان المنتظمة بالكشف المبكر عن السرطان.
تشير الأدلة إلى فائدة عقار SB203580 في علاج مرضى متلازمة فيرنر، وهو دواء مضاد للالتهاب وكابت للمناعة يستهدف مسارات التأشير p38. تُفعل هذه المسارات نتيجة عدم الاستقرار الجيني وتوقف شوكة التضاعف لدى مرضى متلازمة فيرنر. قد يلعب تفعيل مسارات p38 دورًا في شيخوخة الخلايا المبكرة، وشيخوخة الجلد، وإعتام عدسة العين، وشيب الشعر. يؤدي تفعيل هذه المسارات أيضًا إلى زيادة الاستجابة الالتهابية وتصلب الشرايين والسكري وهشاشة العظام. أظهرت التجارب المخبرية فائدة هذا الدواء في إعادة الخصائص الفتية إلى خلايا مرضى متلازمة فيرنر، ولكن لم تظهر نتائج مماثلة عند استخدامه في الجسم الحي.
اكتشفت فوائد فيتامين سي في محاربة الشيخوخة المبكرة وإصلاح الخلل النسيجي لدى نماذج الفئران المعدلة وراثيًا. يعمل فيتامين سي على تعديل العديد من الواسمات الجزيئية المرتبطة بالعمر مثل المستويات المتزايدة للعامل النووي المعزز لسلسلة كابا الخفيفة في الخلايا البائية النشطة. يقلل فيتامين سي من نشاط الجينات المفعلة في سياق متلازمة فيرنر البشرية ويزيد من فعالية جينات إصلاح الأنسجة. لا يوجد دليل على فعالية فيتامين سي المضادة للشيخوخة في الفئران غير المعدلة وراثيًا، ولكن يُعتقد أن تناول مكملات فيتامين سي مفيد في علاج متلازمة فيرنر لدى البشر.

## وصلات اضافية
This article incorporates public domain text from The U.S. National Library of Medicine
- Werner Syndrome from GeneReviews™, contains extensive information on the disorder
- Werner syndrome at libero.it
- DNA Repair at rcn.com
- Segmental Progeria at benbest.com
- WRN at the GenAge database.
- werner على جين تيستز التابع لمعاهد الصحة الوطنية الأمريكية/جامعة واشنطن
- 00421 على النص التشعبي التعاوني للأشعة (CHORUS)
- Cancer.Net: Werner Syndrome

قالب:DNA repair-deficiency disorder
قالب:Progeroid syndromes